# Coupe de France de cyclo-cross 2016
Navigation
2015 2017
La Coupe de France de cyclo-cross 2016 est la 34e édition de la Coupe de France de cyclo-cross (anciennement Challenge la France cycliste de cyclo-cross). Elle est composée de 3 manches. La première à Gervans, le 9 octobre 2016, la deuxième à Bagnoles de l'Orne, le 13 novembre 2016 et la troisième à Nommay, le 11 décembre 2016.

## Hommes élites

### Résultats
| # | Date        | Lieu               | Vainqueur         | Deuxième          | Troisième         | Leader du classement général |
| - | ----------- | ------------------ | ----------------- | ----------------- | ----------------- | ---------------------------- |
| 1 | 9 octobre   | Gervans            | Francis Mourey    | Clément Venturini | Steve Chainel     | Francis Mourey               |
| 2 | 13 novembre | Bagnoles de l'Orne | Clément Venturini | Francis Mourey    | Victor Koretzky   | Clément Venturini            |
| 3 | 11 décembre | Nommay             | Clément Venturini | Melvin Rullière   | Arnold Jeannesson | Clément Venturini            |

### Classement
|    | Coureur           | Équipe                     | Points |
| -- | ----------------- | -------------------------- | ------ |
| 1  | Clément Venturini | Cofidis                    | 102    |
| 2  | Francis Mourey    | Fortuneo-Vital Concept     | 95     |
| 3  | Melvin Rullière   | VC Rouen 76                | 85     |
| 4  | Steve Chainel     | Cross Team by G4           | 80     |
| 5  | Matthieu Boulo    | Team Pays de Dinan         | 78     |
| 6  | Alois Falenta     | VC Villefranche Beaujolais | 77     |
| 7  | Miguel Martinez   | Montrichard Cyclisme 41    | 73     |
| 8  | John Gadret       | USO Bruay-la-Buissière     | 68     |
| 9  | Julien Roussel    | Normandie                  | 60     |
| 10 | Anthonin Didier   | Cross Team by G4           | 59     |
| 10 | Victor Koretzky   | BH-SR Suntour-KMC          | 59     |

## Femmes élites

### Résultats
| # | Date        | Lieu               | Vainqueur      | Deuxième          | Troisième   | Leader du classement général |
| - | ----------- | ------------------ | -------------- | ----------------- | ----------- | ---------------------------- |
| 1 | 9 octobre   | Gervans            | Marlène Petit  | Maëlle Grossetête | Évita Muzic | Marlène Petit                |
| 2 | 13 novembre | Bagnoles de l'Orne | Marlène Petit  | Perrine Clauzel   | Évita Muzic | Marlène Petit                |
| 3 | 11 décembre | Nommay             | Hélène Clauzel | Perrine Clauzel   | Évita Muzic | Marlène Petit                |

### Classement
|    | Coureur                | Équipe                 | Points |
| -- | ---------------------- | ---------------------- | ------ |
| 1  | Marlène Petit          | Rhône-Alpes            | 94     |
| 2  | Perrine Clauzel        | Limousin               | 91     |
| 3  | Évita Muzic            | VC Morteau Montbenoit  | 90     |
| 4  | Fanny Stumpf           | ESC Meaux              | 80     |
| 5  | Cyriane Müller         | Lorraine               | 73     |
| 6  | Anaïs Grimault         | VC Pays de Loudéac     | 72     |
| 7  | Jade Wiel              | VC Morteau Montbenoit  | 71     |
| 8  | Gaëlle Poirier Carreau | Rhône-Alpes            | 71     |
| 9  | Lucie Chainel          | Cross Team by G4       | 69     |
| 10 | Hélène Clauzel         | VC Ste Croix en Plaine | 64     |

## Hommes espoirs

### Résultats
| # | Date        | Lieu               | Vainqueur     | Deuxième       | Troisième     | Leader du classement général |
| - | ----------- | ------------------ | ------------- | -------------- | ------------- | ---------------------------- |
| 1 | 9 octobre   | Gervans            | Clément Russo | Joshua Dubau   | Thomas Bonnet | Clément Russo                |
| 2 | 13 novembre | Bagnoles de l'Orne | Clément Russo | Lucas Dubau    | Eddy Finé     | Clément Russo                |
| 3 | 11 décembre | Nommay             | Clément Russo | Nicolas Pruvot | Lucas Dubau   | Clément Russo                |

### Classement
|    | Coureur        | Équipe                 | Points |
| -- | -------------- | ---------------------- | ------ |
| 1  | Clément Russo  | EC Saint-Etienne Loire | 105    |
| 2  | Lucas Dubau    | Team Peltrax - CSD     | 90     |
| 3  | Joshua Dubau   | Team Peltrax - CSD     | 86     |
| 4  | Yan Gras       | Cross Team by G4       | 81     |
| 5  | Thomas Bonnet  | Limousin               | 76     |
| 6  | Nicolas Pruvot | AC Centuloise          | 75     |
| 7  | Sandy Dujardin | EC Saint-Etienne Loire | 74     |
| 8  | Tony Périou    | VC Pays de Loudéac     | 72     |
| 9  | Simon Quentin  | CC Étupes              | 72     |
| 10 | Eddy Finé      | Charvieu Chavagneux    | 59     |

## Hommes juniors

### Résultats
| # | Date        | Lieu               | Vainqueur         | Deuxième          | Troisième         | Leader du classement général |
| - | ----------- | ------------------ | ----------------- | ----------------- | ----------------- | ---------------------------- |
| 1 | 9 octobre   | Gervans            | Maxime Bonsergent | Antoine Benoist   | Erwann Kerraud    | Maxime Bonsergent            |
| 2 | 13 novembre | Bagnoles de l'Orne | Antoine Benoist   | Nicolas Guillemin | Maxime Bonsergent | Antoine Benoist              |
| 3 | 11 décembre | Nommay             | Nicolas Guillemin | Antoine Benoist   | Tristan Montchamp | Antoine Benoist              |

### Classement
|    | Coureur           | Équipe                 | Points |
| -- | ----------------- | ---------------------- | ------ |
| 1  | Antoine Benoist   | Bretagne               | 99     |
| 2  | Nicolas Guillemin | Bretagne               | 95     |
| 3  | Maxime Bonsergent | Pays-de-Loire          | 94     |
| 4  | Thibault Valognes | Normandie              | 79     |
| 5  | Erwann Kerraud    | Île de France          | 78     |
| 6  | Jérémy Montauban  | Rhône-Alpes            | 74     |
| 7  | Xavier Mace       | Île de France          | 60     |
| 8  | Maxime Chevalier  | Pays-de-Loire          | 58     |
| 9  | Valentin Remondet | ASPTT Dijon            | 54     |
| 10 | Antoine Raugel    | VC Eckwersheim         | 51     |
| 10 | Antonin Clay      | Île de France          | 51     |
| 10 | Fabien Tocaven    | Midi-Pyrénées          | 51     |
| 10 | Tristan Montchamp | EC Saint-Etienne Loire | 51     |